# Dwight Loomis

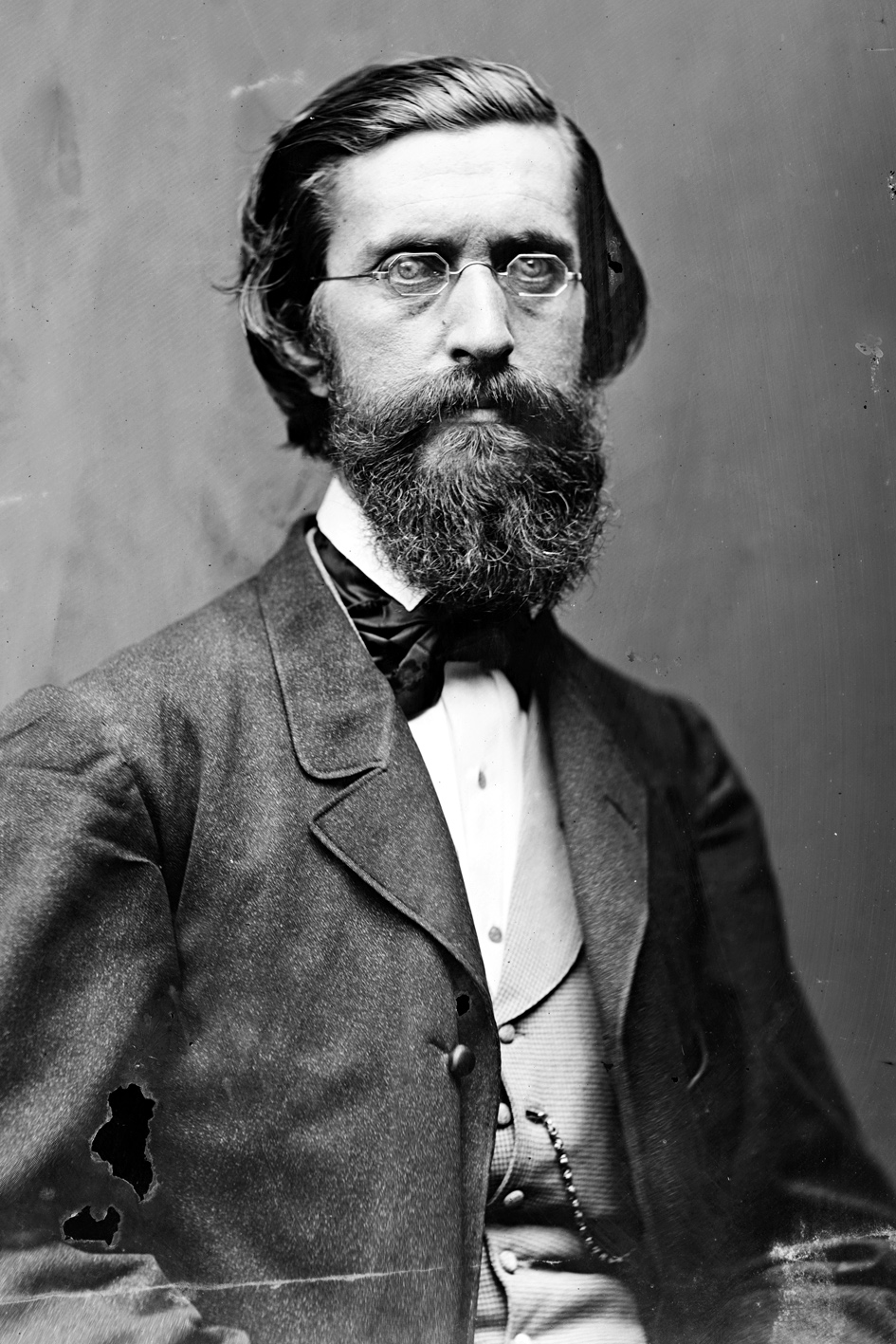
Dwight Loomis

Dwight Loomis (* 27. Juli 1821 in Columbia, Tolland County, Connecticut; † 17. September 1903 bei Waterbury, Connecticut) war ein US-amerikanischer Politiker. Zwischen 1859 und 1863 vertrat er den ersten Wahlbezirk des Bundesstaates Connecticut im US-Repräsentantenhaus.

## Werdegang
Dwight Loomis besuchte die öffentlichen Schulen seiner Heimat sowie die Monson Academy und die Amherst Academy, die beide in Massachusetts angesiedelt sind. Danach unterrichtete er selbst als Lehrer. Nach einem Jurastudium an der juristischen Fakultät der Harvard University und seiner im Jahr 1847 erfolgten Zulassung als Rechtsanwalt begann er in Rockville in seinem neuen Beruf zu arbeiten.
Im Jahr 1851 wurde Loomis in das Repräsentantenhaus von Connecticut gewählt. Dann trat er der neu gegründeten Republikanischen Partei bei und wurde Delegierter auf deren Republican National Convention im Jahr 1856, auf dem John Charles Frémont als erster Präsidentschaftskandidat der Partei nominiert wurde; dieser wurde dann bei der Wahl von James Buchanan geschlagen. Zwischen 1857 und 1859 saß Loomis im Senat von Connecticut.
Bei den Kongresswahlen des Jahres 1858 wurde er im ersten Distrikt von Connecticut in das US-Repräsentantenhaus in Washington, D.C. gewählt, wo er am 4. März 1859 die Nachfolge von Ezra Clark antrat. Nach einer Wiederwahl im Jahr 1860 konnte er bis zum 3. März 1863 zwei Legislaturperioden im Kongress absolvieren, die zunächst von den Diskussionen im Vorfeld des Bürgerkrieges und dann von den Kriegsereignissen selbst bestimmt waren. Von 1859 bis 1861 war Loomis Vorsitzender des Ausschusses zur Kontrolle der Ausgaben des Finanzministeriums. Im Jahr 1862 verzichtete er auf eine weitere Kandidatur.
Zwischen 1864 und 1875 arbeitete Dwight Loomis als Richter am Superior Court und von 1875 bis 1891 am Obersten Gerichtshof (Supreme Court) seines Staates. Ab 1892 lebte er in Hartford. Von 1892 bis zu seinem Tod war Loomis staatlicher Schlichter. Er starb am 17. September 1903 bei einem Eisenbahnunfall in der Nähe von Waterbury und wurde in Rockville beigesetzt.